# Xã Amber, Michigan
Xã Amber (tiếng Anh: Amber Township) là một xã thuộc quận Mason, tiểu bang Michigan, Hoa Kỳ. Năm 2010, dân số của xã này là 2.535 người.